# هيلو 5: غارديانز
هالو 5: الحراس (بالإنجليزية: Halo 5: Guardians)‏ هي لعبة فيديو من نوع تصويب منظور الشخص الأول، صدرت في 27 أكتوبر عام 2015، وهي متوفرة على أجهزة إكس بوكس ون. اللعبة من تطوير 343 إندستريز ومن نشر مايكروسوفت ستوديوز.

## القصة
لقد تم تدمير درع عالم الـ (Requiem).. ولكن وبعد مرور ثمانية أشهر تقوم وكالة الأمم المتحدة لقيادة الفضاء (United Nations Space Command) المعروفة اختصارًا بـ (UNSC) بتشكيل فريق من نخبة مقاتلين (Spartan IV) بقيادة جايمسون لوك (Jameson Locke). حيث تم إرسال الفريق إلى الكوكب الذي تمكن من السيطرة عليه الـ (Covenant) بقيادة (Jul ‘Mdama) وذلك في مهمة لاستعادة الدكتورة كاثرين إليزابيث هالسي (Catherine Elizabeth Halsey) الموجودة في قبضتهم. وبالفعل وخلال هذه المهمة وبعد القضاء على القائد (Jul ‘Mdama) تقوم الدكتورة بإخبار الفريق وتحذيره من خطر جديد على وشك الوقوع!
وفي نفس الوقت ولكن في مكان آخر هناك البطل ماستر شيف (Master Chief) الذي يقود فريقه الأزرق (Blue Team) في مواجهة الـ (Covenant) أيضًا الذين قاموا بالاستيلاء على (Argent Moon) لسبب مجهول. في هذه الأثناء وبشكل مُفاجئ تقوم (Cortana) الذكاء الاصطناعي والصديق القديم للماستر شيف بإرسال إشارات إليه تخبره فيها بمكانها وذلك بعد أن فقدها وحزن عليها بشدة.. حيث يُقرر البطل ماستر شيف اتباع هذه الإشارات.. ولكن القيادة في الـ (UNSC) ترفض ذلك وتمنعه.. ولكنه لا ينصاع لهذه الأوامر وينطلق مع فريق في هذه المهمة.. وهنا يتم تكليف لوك (Locke) بمُطاردته في مُحاولة لمعنه وإيقافه..
ماستر شيف هو عميل عند المخابرات السرية وهوا بطل لعبة حيث سيخوض معارك في كوكب جديد

## أسلوب اللعب
في عالم هيلو المعروف بطبيعته المشهورة وبيئته التي اعتدنا عليها ستقود في الحقيقة فريقين بقيادة شخصيتين اثنتين متضادتين إذا صح التعبير.. إنهما البطل ماستر شيف (Master Chief) وجايمسون لوك (Jameson Locke) الشخصية الجديدة التي تمت إضافتها إلى هذا الجزء والتي ستكون جزءًا رئيسيًا في اللعبة بشكل عام وفي جميع أطوارها.
كل من هذين الفريقين يتألف من أربعة أفراد.. فالفريق الأول بقيادة الماستر شيف وبالإضافة إليه يضم القناصة الخطيرة (Linda-058) والكشاف المعروف بسرعته الخيالية (Kelly-087) وأخصائي الـ (CQB) المُقاتل (Fred-104) والذي يُعتبر المساعد الرئيسي واليد اليمنى للبطل ماستر شيف (John-117). ويُعرف هذا الفريق باسم (Blue Team). ومن جهة أخرى هناك فريق (Osiris) بقيادة لوك (Locke) والذي يضم أيضًا (Holly Tanaka) و (Olympia Vale) و (Edward Buck).
وتتألف اللعبة من عدة أطوار تتنوع بين طور القصة الرئيسية والطور التعاوني بالإضافة إلى طور تعدد اللاعبين. ففي طور القصة الرئيسية الذي يُعتبر لا بأس به ستقوم باللعب من جهتين وبشخصيتين. حيث ستلعب بشخصية ماستر شيف في مراحل معينة، وفي مراحل أخرى ستلعب بشخصية لوك. هذا الأمر بحد ذاته كان إحباطًا لمعظم – إذا لم يكن جميع – مُحبي ومُعجبي البطل ماستر شيف.. وبالرغم من أنّ أسلوب اللعب كان مُتطابقًا في كلا الشخصيتين وأنّك في الحقيقة لن تلاحظ الفرق أبدًا سواء كنت تلعب بشخصية ماستر شيف أو لوك إلّا أنّ الفكرة المُسيطرة ستبقى في ذهنك طيلة المراحل الخاصة بشخصية لوك وأنّك في الحقيقة لا تلعب بشخصيتك المُفضلة والتي كان الجميع ينتظرها بفارغ الصبر من أجل لعب كامل طور القصة بها.